# Agence de contrôles internationale
L'Agence de contrôles internationale (en anglais : International Testing Agency), souvent désignée par l'acronyme ITA, est une organisation indépendante constituée sous la forme d'une fondation à but non lucratif qui met en œuvre des programmes antidopage pour les fédérations sportives internationales, les organisateurs de grands événements ou toute autre organisation antidopage nécessitant un soutien. L'organisation a été créée en 2018 sous la supervision de l'Agence mondiale antidopage (AMA) et du Comité international olympique (CIO) pour promouvoir l'indépendance, l'expertise et la transparence dans la lutte mondiale contre le dopage. Son siège social est situé dans la ville de Lausanne en Suisse.

## Histoire
La nécessité de créer un organisme de contrôle indépendant dans le domaine de la lutte contre le dopage est apparue à la suite de la découverte d'un système de dopage systémique en Russie en 2014-2015, établi avec la prétendue collaboration de l'Agence antidopage russe. C'est pourquoi le Comité International Olympique et le Mouvement Olympique dans son ensemble voulaient éviter le risque de conflit d'intérêts découlant du fait qu'une agence nationale antidopage contrôle les athlètes de son propre pays, ou qu'une fédération sportive internationale ou un organisateur d'événements sportifs soit tous deux responsables pour sanctionner les athlètes de leur domaine et promouvoir le sport ou l'événement.
Lors du Sommet Olympique d'octobre 2015, le CIO a proposé la création d'un système de contrôle indépendant dans le domaine de l'antidopage. Par la suite, en mars 2017, l'accent mis sur la lutte contre le dopage est devenu l'un des douze principes clés du CIO,. La solution proposée consistait à créer une organisation indépendante à laquelle sous-traiter les procédures de test. Ce nouvel organisme ne serait plus géré par les organisations sportives elles-mêmes, afin de garantir que tous les athlètes de chaque nation et de chaque sport seraient soumis à un programme de contrôle indépendant.
En novembre 2017, un accord a été conclu entre le CIO et l'Association mondiale des fédérations sportives internationales (GAISF) afin que la Doping Free Sport Unit (DFSU), qui constituait l'organisme antidopage de la GAISF, devienne le noyau opérationnel de l'organisation. Agence internationale de tests,. En janvier 2018, le conseil d'administration de l'ITA présidé par l'ancienne ministre française des Sports Valérie Fourneyron a tenu sa première réunion et a nommé son directeur général le mois suivant. L'agence, basée à Lausanne, a pris la forme d'une fondation à but non lucratif de droit suisse. Ces événements se sont déroulés parallèlement aux Jeux olympiques d'hiver de 2018 à Pyeongchang, au cours desquels le DFSU a géré le programme antidopage. L'ITA est devenu pleinement opérationnel en juillet 2018.
Depuis, les activités de l'Agence de contrôles internationale se sont développées autour d'événements sportifs de grande envergure. L'ITA a également supervisé le programme antidopage des Jeux olympiques de la jeunesse d'été de 2018, de l'Universiade d'hiver de 2019 et des Jeux olympiques de la jeunesse d'hiver de 2020. L'agence avait alors été dûment mandatée par le CIO pour réaliser le programme de contrôles antidopage avant et pendant les JO de Tokyo 2020,. L'agence a également procédé à la réanalyse des échantillons prélevés pour les compétitions olympiques précédant sa création. En juin 2020, le réexamen des échantillons prélevés lors des Jeux olympiques de Londres 2012 a permis de détecter plus de 80 cas de violations des règles antidopage qui n'avaient pas été détectés jusqu'à présent. L'ITA a engagé des poursuites indépendantes contre ces cas positifs, ce qui a conduit à la réattribution des médailles,.
En juillet 2020, l'ITA a lancé un programme de formation et de certification pour les agents internationaux de contrôle antidopage qui permet aux agents de contrôle antidopage existants au niveau national d'acquérir des connaissances professionnelles avancées qui leur permettent de travailler lors d'événements internationaux de haut niveau tels que les Jeux Olympiques.

## Activités
L'organisation gère des programmes antidopage pour les fédérations sportives internationales, les organisateurs d'événements majeurs et toute autre organisation. Ces organismes sont encouragés à sous-traiter leurs programmes antidopage à l'ITA pour profiter de son expertise neutre et indépendante en la matière, quel que soit le sport pratiqué. Les organisations nationales antidopage, étant généralement des agences financées par le gouvernement, sont invitées à collaborer avec l'ITA sur une base volontaire, car il n'est pas légalement possible de les mandater pour adhérer à l'organisation,.
Depuis 2018, un nombre croissant de fédérations sportives internationales ont délégué, en totalité ou en partie, leur programme antidopage à l’ITA. En août 2018, une trentaine de fédérations avaient délégué leurs procédures de contrôles antidopage à l'ITA, ce chiffre passant à 41 fédérations internationales en novembre 2019. Il s'agit notamment de la Fédération Internationale de Tennis de Table, de l'Association Internationale de Boxe (amateur), ainsi que les Fédérations de Judo, de Handball, de Gymnastique ou d'Haltérophilie,,,.
En 2020, l'Union cycliste internationale (UCI) a annoncé qu'elle transférait son programme antidopage à l'ITA à compter du 1er janvier 2021. L'UCI constitue l'une des principales fédérations sportives internationales dans le domaine de l'antidopage, aux côtés de la FIFA, de la World Athletics et de la Fédération Internationale de Tennis. L'Agence de contrôles internationale ne collabore pas encore avec ces trois autres associations, mais a engagé des discussions pour les convaincre de leur déléguer leurs procédures de contrôles antidopage, sur fond de débats récurrents sur l'efficacité des contrôles effectués pour le sport.
L'ITA soutient également le sport universitaire à travers un accord de coopération avec la Fédération internationale des sports universitaires.

### Structure et financement
L'agence est composée d'un conseil de surveillance compétent pour nommer le directeur général de l'organisme. Lors de la création de l'ITA, le conseil d'administration était composé de Valérie Fourneyron, agissant en tant que présidente indépendante, Uğur Erdener, vice-président du CIO, Francesco Ricci Bitti, président de l'Association des fédérations internationales olympiques d'été, Kirsty Coventry, présidente du commité des athlètes du CIO, et Peijie Chen, président de l'Institut d'éducation physique de Shanghai. En 2020, deux administrateurs indépendants supplémentaires ont été nommés. En outre, l'Agence mondiale antidopage (AMA) dispose d'un représentant d'office sans droit de vote au conseil d'administration. Le premier directeur général, élu en février 2018, est Benjamin Cohen. En novembre 2019, l'organisation comptait 41 salariés d'une vingtaine de nationalités différentes.
L'organisation est financée par les services qu'elle fournit aux organisations sportives. Les coûts de création initiaux de l'ITA ont été couverts par le Comité international olympique, qui a prévu de contribuer 30 millions de dollars sur cinq ans pour soutenir ses activités.